# Egon und das achte Weltwunder (Film)
Egon und das achte Weltwunder ist ein deutscher Liebesfilm von Christian Steinke aus dem Jahr 1964. Der Fernsehfilm beruht auf dem gleichnamigen Jugendbuch von Joachim Wohlgemuth.

## Handlung
Egon Brümmer ist mit seinen halbstarken „Boys“ fester Teil des Borkenheider Musical-Clubs. Als ihnen der Betreiber des Clubhauses das Proben in seinen Räumen verbietet, reagieren sich Egon und sein Freund Paul am Besucher einer unweit stattfindenden Weihnachtsfeier ab. Beide werden wegen Körperverletzung zu einem halben Jahr Gefängnis ohne Bewährung verurteilt. Als Egon aus dem Gefängnis kommt, will er sein altes Leben hinter sich lassen. Er versucht, die Boys zu meiden, doch haben die kein Verständnis für seinen Meinungsumschwung. Er beginnt wie vor seinem Gefängnisaufenthalt, als Hilfsarbeiter auf dem Bau zu arbeiten.
Auf einem Abiturientenball lernt Egon die junge Christine Lange kennen, die Medizin studieren will. Im Freundeskreis wird sie das „achte Weltwunder“ genannt, weil es ein Wunder wäre, wenn sie sich einmal verlieben würde. Egon schwindelt ihr vor Baufachspezialist zu sein und beide tanzen zusammen. Er lädt sie ein, doch mal eines der Konzerte seiner Gruppe zu besuchen, doch berichtet sie ihm, dass sie die nächsten Wochen an einem Arbeitseinsatz im Jugendobjekt „Große Wiese“ teilnehmen werde. Als die Boys den Jugendclub besetzen, kommt es zur Schlägerei, in die auch Egon verwickelt wird. Christine wendet sich enttäuscht von ihm ab. Am nächsten Tag wird Egon auf dem Bau zum FDJ-Sekretär gerufen. Er erfährt, dass er für einen Neuanfang für sechs Wochen ins Jugendobjekt „Große Wiese“ zum Arbeitseinsatz delegiert werden soll. Begeistert sagt er zu, wird er doch dort Christine wiedersehen. Vor seinen Boys tut er so, als sei der Einsatz eine Strafe für die Schlägerei im Jugendclub, die er nur unfreiwillig antrete. Die Boys zeigen sich mit ihm solidarisch und wollen sofort ebenfalls mitfahren, doch wehrt Egon ab. Paul setzt durch, dass er allein Egon begleitet. Egon verabreicht Paul am Vortag der Abreise Unmengen Alkohol und versteckt seinen Wecker, sodass Paul verschläft. Egon behauptet vor den Mitreisenden, Paul habe es sich anders überlegt, und die Borkenheider fahren ohne ihn los.
Im Gebiet „Große Wiese“ wird Egon zum Wortführer der Mitfahrer, organisiert die Arbeit und hält die Gruppe zusammen. Bald wird er von seinen Mitstreitern zum Brigadier gewählt. Er entscheidet auch zusammen mit Werner Schmiedeberg, dem neuen Clubhausleiter in Borkenheide, dass die Jungen der Gruppe freiwillig unterschreiben, im Arbeitseinsatz keine Liebesbeziehungen zu den Mädchen einzugehen, da die Arbeit im Vordergrund stehen soll. Bald zeichnet sich die Brigade um Egon durch hervorragende Arbeitsergebnisse aus. Egon selbst fällt es schwer, die abgegebene Erklärung einzuhalten, hat er sich doch in Christine verliebt. Auch sie erkennt mit der Zeit, dass er es ernst meint. Versuche, ihr von seinem Gefängnisaufenthalt zu berichten, scheitern jedoch. Um die Boys und Paul auf Distanz zu halten, schreibt er ihnen, dass der Arbeitseinsatz schrecklich sei. Er erreicht damit das Gegenteil: Die Boys reisen zu seiner Unterstützung an. Sie erkennen, dass er sie belogen hat. Vor allem Paul droht, Christine und dem Rest der Brigade von Egons Haftstrafe zu berichten. Sie schreiben ihm eine Rede, soll er doch als Brigadier zum Bergfest des Arbeitseinsatzes sprechen. Bei der Rede verhaspelt sich Egon mehrfach und schmeißt schließlich alles hin. Als die Boys ihn daraufhin wieder in ihre Mitte aufnehmen wollen, sagt er sich öffentlich von ihnen los. Vor den versammelten Jugendlichen gesteht er zudem, dass er im Gefängnis gesessen hat. Ein Tumult bricht los und Christine geht traurig. Die Boys werden aus dem Lager verwiesen.
Werner Schmiedeberg hat erkannt, dass sich Egon gebessert hat. Er arrangiert unauffällig ein Versöhnungstreffen von Egon und Christine und tatsächlich finden beide wieder zueinander.

## Produktion
Egon und das achte Weltwunder basiert auf dem Jugendroman Egon und das achte Weltwunder von Joachim Wohlgemuth, von dem auch das Szenarium stammt. Der Film wurde im DEFA-Studio für Spielfilme hergestellt. Die Kostüme stammen von Marlene Froese, die Filmbauten schuf Ernst-Rudolf Pech, der kurz nach Fertigstellung des Films verstarb. Für die Dramaturgie war Gerhard Jarolim zuständig.
Egon und das achte Weltwunder erlebte am 27. Dezember 1964 im Deutschen Fernsehfunk seine Erstausstrahlung. Am 9. März 1996 war der Film im ORB erstmals im gesamtdeutschen Fernsehen zu sehen. Im Jahr 2011 kam der Film im Rahmen der Icestorm-Reihe DDR TV-Archiv auf DVD heraus.